# Skarparpegöl
Skarparpegöl är en sjö i Ydre kommun i Östergötland och ingår i Motala ströms huvudavrinningsområde. Sjön har en area på 0,0679 kvadratkilometer och ligger 274,8 meter över havet.

## Delavrinningsområde
Skarparpegöl ingår i det delavrinningsområde (640668-146958) som SMHI kallar för Mynnar i Bulsjöån. Medelhöjden är 251 meter över havet och ytan är 22,81 kvadratkilometer. Det finns inga avrinningsområden uppströms utan avrinningsområdet är högsta punkten. Vattendraget som avvattnar avrinningsområdet har biflödesordning 4, vilket innebär att vattnet flödar genom totalt 4 vattendrag innan det når havet efter 204 kilometer. Avrinningsområdet består mestadels av skog (74 procent) och jordbruk (14 procent). Avrinningsområdet har 0,34 kvadratkilometer vattenytor vilket ger det en sjöprocent på 1,5 procent.